# Альваро Сехудо
Альваро Сехудо (ісп. Álvaro Cejudo, нар. 29 січня 1984, Кордова) — іспанський футболіст, що грав на позиції півзахисника за низку іспанських клубних команд та австралійський «Вестерн Сідней Вондерерз».

## Ігрова кар'єра
Визованець академії клубу «Реал Бетіс». У дорослому футболі дебютував 2002 року виступами за команду «Реал Бетіс Б» на рівні третього дивізіону першості Іспанії. Згодом у 2007–2009 роках також грав у Сегунді Б за «Сеуту», взявши участь у 74 матчах чемпіонату. 
З 2009 року півтора сезони захищав кольори друголігового «Лас-Пальмаса», звідки на початку 2011 року перейшов до вищолігової «Осасуни», яка шукала заміну Хуанфрану, що перейшов до столичного «Атлетіко». У новій команді відразу закріпився у стартовому складі і провів за неї три з половиною сезони, взявши участь у понад 100 іграх Ла-Ліги. 
2014 року повернувся до рідного клубу «Реал Бетіс», що на той час грав у Сегунді. У першому ж сезоні допоміг команді повернути собі місце в елітному дивізіоні, де провів ще два сезони.
Протягом 2017—2018 років захищав кольори клубу «Вестерн Сідней Вондерерз», після чого повернувся на батьківщину, де завершував професійну ігрову кар'єру у складі «Расінга» (Сантандер) виступами на рівні другого і третього дивізіонів у 2018–2021 роках.